# Liste der diplomatischen Vertretungen in Andorra

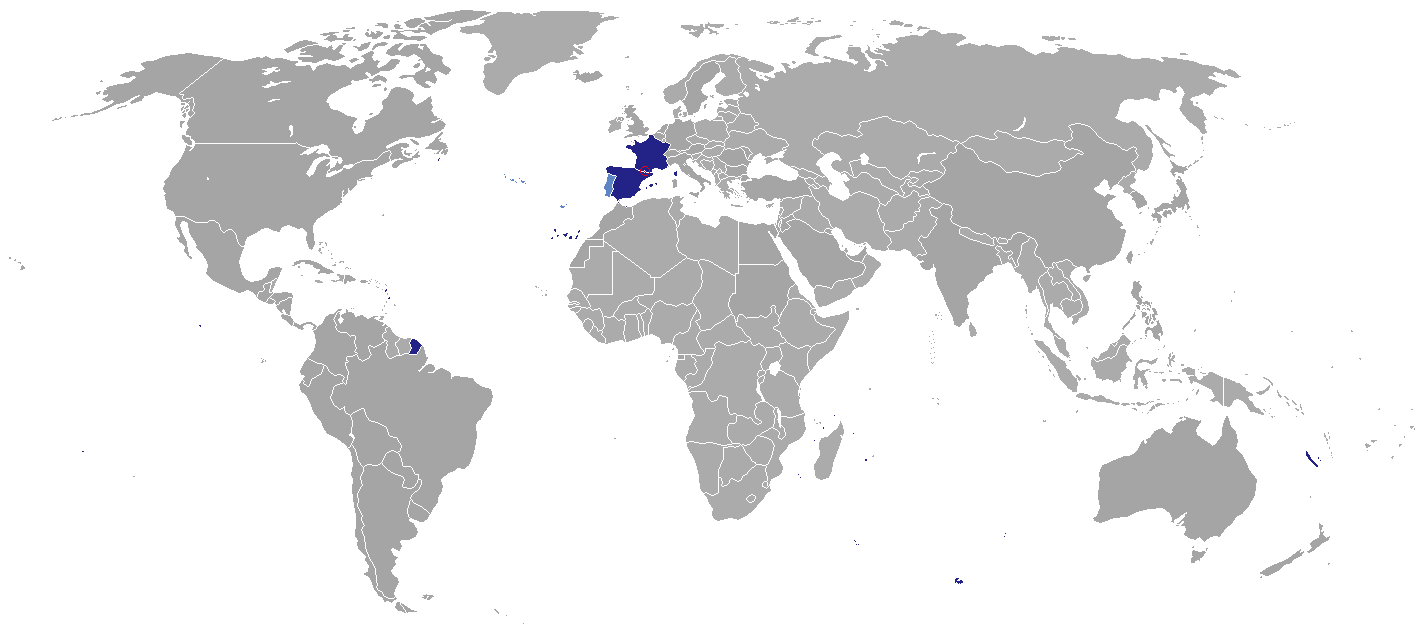
Staaten mit einer Botschaft in Andorra

Die Liste der diplomatischen Vertretungen in Andorra führt Botschaften und Konsulate auf, die im Fürstentum Andorra eingerichtet sind (Stand 2019).

## Botschaften in Andorra la Vella
2 Botschaften sind in Andorras Hauptstadt Andorra la Vella eingerichtet (Stand 2019).

### Staaten

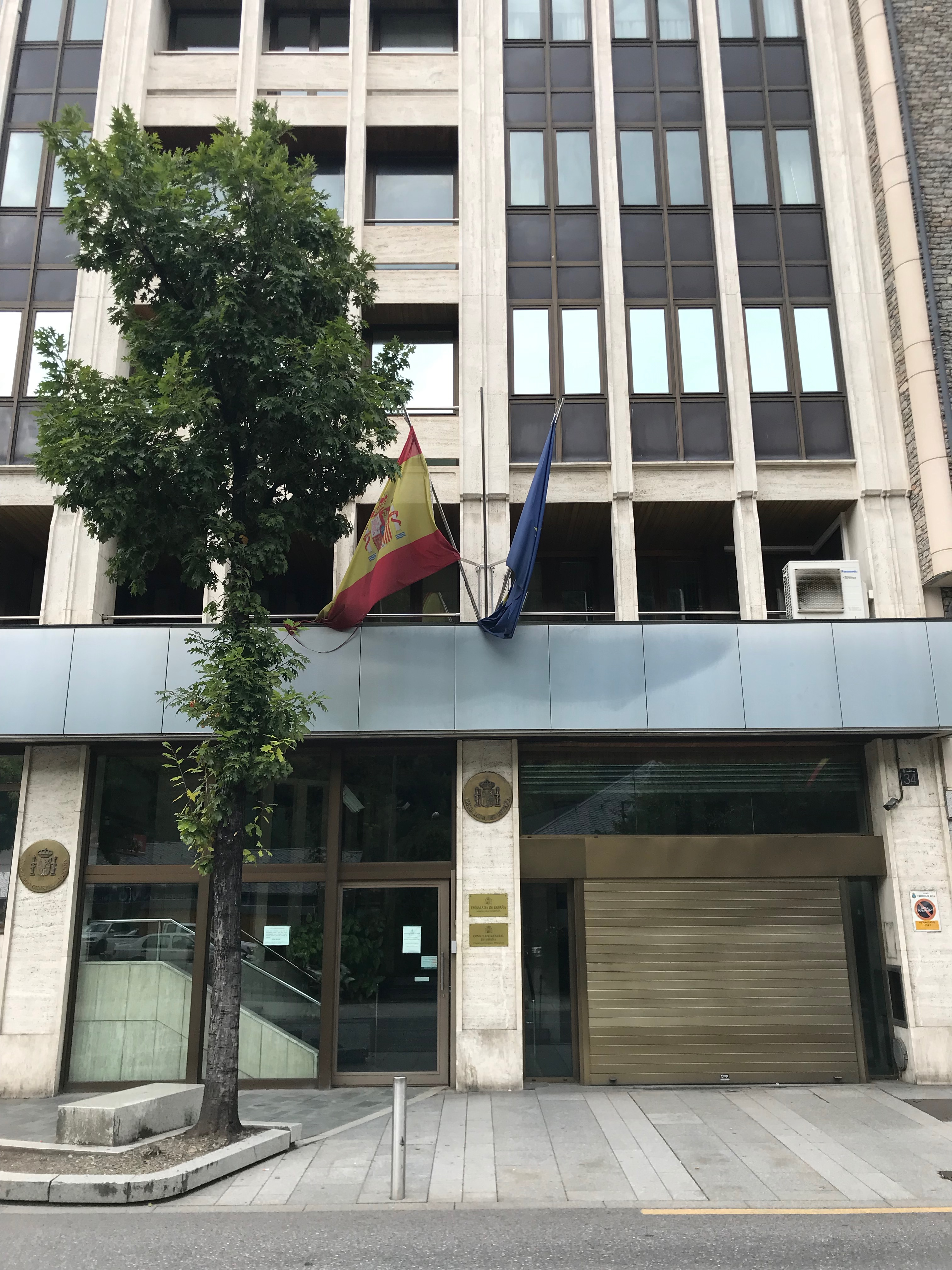
Botschaft von Spanien in Andorra la Vella

| - Frankreich: Botschaft - Spanien: Botschaft |